# Adoxomyia lata
Adoxomyia lata is een vliegensoort uit de familie van de Stratiomyidae. De wetenschappelijke naam van de soort is voor het eerst geldig gepubliceerd in 1872 door Loew.